# Berlino (Maskottchen)

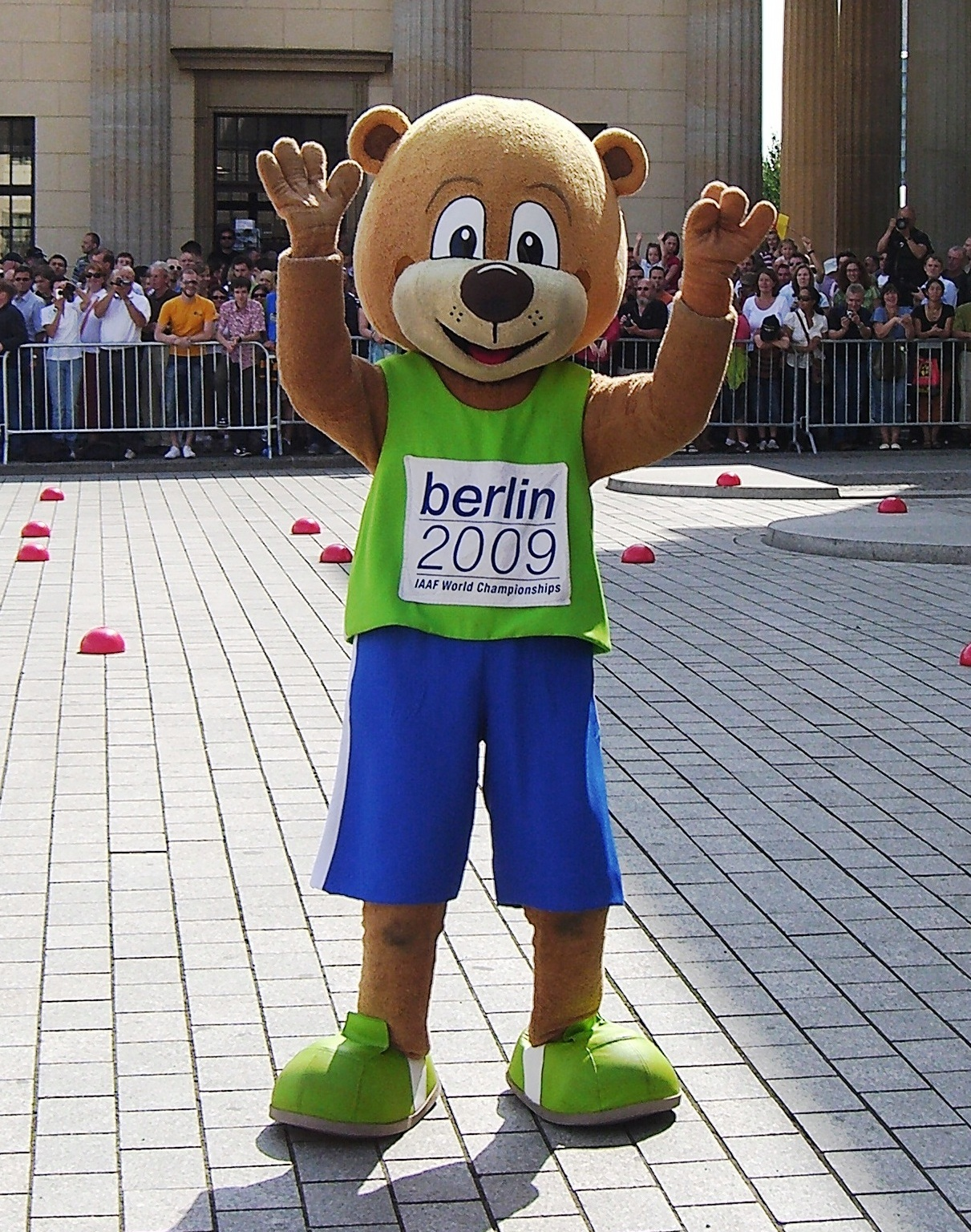
Maskottchen „Berlino“

Berlino, ein anthropomorpher Bär, war das Maskottchen der 12. IAAF-Leichtathletik-Weltmeisterschaften 2009 in Berlin. Er zeichnete sich durch seine Interaktion mit diversen Athleten aus.
Aufgrund seiner ständigen Präsenz und seiner Beliebtheit beim Publikum wurde er in den Medien als der „wahre Star“ der Weltmeisterschaften bezeichnet. In der britischen  Zeitung The Observer wurde Berlino im Dezember 2009 zum Mascot of the year (Maskottchen des Jahres) gekürt. Zudem erhielt das Berlino-Team die Fair-Play-Trophäe des Verbandes deutscher Sportjournalisten.
Bei den Leichtathletik-Europameisterschaften 2018, die ebenfalls in Berlin stattfinden, kommt Berlino erneut zum Einsatz, sein Outfit wurde dem Motto des Events entsprechend angepasst.

## Auftritte
Große Aufmerksamkeit erhielten mehrere Zusammentreffen zwischen Usain Bolt und Berlino. Der Sprinter ehrte das Maskottchen, indem er während der Vorbereitung auf den 200-Meter-Lauf ein T-Shirt mit der Aufschrift „Ich bin ein Berlino“ trug; eine Anspielung auf das Zitat „Ich bin ein Berliner“ aus John F. Kennedys berühmter Rede in Berlin. Berlino revanchierte sich tags darauf mit den Worten „Ich bin ein Bolt“ auf seinem Leibchen. In einem Interview nach den Weltmeisterschaften bezeichnete Usain Bolt Berlino als einen Freund.
Weitere Zusammenkünfte fanden unter anderem mit Jennifer Oeser, Betty Heidler, Steffi Nerius, Robert Harting und Melaine Walker statt.

## Applikationen
Neben dem sog. Walking Act wurde Berlino in vielen anderen Medienformen um- bzw. eingesetzt. Neben klassischen 2D- und 3D-Zeichnungen, gab es diverse Videoclips mit Berlino, Großbanner (u. a. auch auf dem Berliner Fernsehturm und am Rathaus in Berlin), Darstellungen auf Bussen und Velotaxen sowie lebensgroßen Aufsteller. Zudem wurde ein Sonderstempel sowie eine Online-Briefmarke von der Deutschen Post zu Ehren von Berlino rausgegeben. Weiter war Berlino auch als Werbefigur für die Sponsoren im Einsatz, so zum Beispiel auf fünf Millionen Bierflaschen vom Hersteller Berliner Pilsener. Sogar im offiziellen Programmheft zu den Weltmeisterschaften gab es Sonderseiten und spezielle Kinderseiten zum Thema Berlino.

## Merchandising
Nicht nur während der Weltmeisterschaften, sondern auch weit darüber hinaus wurden unzählige Berlino-Artikel verkauft. So gab es nicht nur Plüschbären in verschiedenen Größen zu erwerben, sondern auch Schlüsselanhänger, Pins und T-Shirts. Insbesondere die Plüschbären wurden aufgrund der Beliebtheit zum Teil zum Zehnfachen des Verkaufspreises bei eBay gehandelt.
Auch weiterhin gibt es den Bären in Berlin zu erwerben, allerdings mit einem roten Trikot als Berliner Sportmaskottchen.

## Entstehung und Entwicklung
Berlino wurde vom Organisationskomitee der Leichtathletik-Weltmeisterschaften (BOC 2009 GmbH) entwickelt. Die gesamte kreative Entwicklung, Planung, Umsetzung und die Erstellung des besonderen und kennzeichnenden Charakters oblag dabei dem Kommunikation- und Marketingspezialisten Björn Meyburg in Zusammenarbeit mit der Infront Sports & Media AG.